# O Jin-u
O Jin-u (Bukcheong, 8 marzo 1917 – Pyongyang, 25 febbraio 1995) è stato un generale e politico nordcoreano, Ministro delle forze armate popolari (Ministro della difesa) della Corea del Nord per molti anni fino alla sua morte, era il terzo uomo per importanza in Corea del Nord dopo Kim Il-sung e Kim Jong-il (e inoltre la più potente personalità a non avere rapporti di sangue con la famiglia dei Kim), della sua vita si sa molto poco eccetto per la sua partecipazione all'unità partigiana di Kim Il-sung e alla sua scalata nei vertici militari dell'Armata del popolo coreano, si mise particolarmente in buona luce nel corso della Guerra di Corea e fu uno dei più fidati consiglieri del leader nordcoreano fino alla sua morte, oltre a essere capo della sua guardia del corpo sin dal 1945.

## Biografia
O nacque in una famiglia di contadini a Bukcheong, nel Gyeongsang Meridionale, si spostò in seguito in Manciuria nel 1933 e prese parte alle attività anti-giapponesi. Durante le sue attività partigiane, si unì a Kim Il-sung e prestò servizio come ufficiale nell'Esercito Unito Anti-Giapponese del Nord-Est nel 1938. Dal settembre 1946, divenne vicepresidente della Scuola ufficiali centrale di sicurezza. Nel febbraio 1948, entrò nell'Armata del popolo coreano, che era appena stata creata, e servì come capo di stato maggiore di una brigata. Nel 1949, servì come principale di una scuola militare. Dopo l'inizio della Guerra di Corea, divenne comandante della 43ª divisione. Guidò il 766º reggimento di fanteria indipendente nell'attacco al circolo difensivo di Busan. O in seguito salì velocemente in grado nei vertici militari: venne nominato capo di stato maggiore della Forza aerea della Repubblica Popolare Democratica di Corea nel 1958, vice-ministro della sicurezza popolare nel 1962, promosso a generale nel 1963, a direttore dell'ufficio di politica generale dell'Armata del popolo coreano nel 1967 e a capo dello stato maggiore generale dell'Armata del popolo coreano nel 1968. Questo coincise anche con la sua scalata di potere nella leadeship del Partito del Lavoro di Corea, divenendo membro del comitato centrale nel 1954, membro del comitato politico (in passato denominazione del politburo) nel 1966, a membro del segretariato nel 1968 e del presidium nel 1977. Estremamente vicino a Kim Il-sung, era accreditato come tra gli alti ufficiali che avevano proposto Kim Jong-il come erede di Kim Il-sung al plenum del comitato centrale nel 1974.
Vice dell'Assemblea popolare suprema sin dal 1960, O venne nominato membro degli alti vertici del Comitato centrale del popolo immediatamente dopo la sua istituzione nel 1972, allo stesso tempo venne nominato vicepresidente della Commissione di Difesa Nazionale e a Ministro delle forze armate popolari nel 1976. Venne anche promosso a vice-maresciallo nel 1985 e a maresciallo nel 1992.
Dopo la nomina di Kim Jong-il a presidente della Commissione di Difesa Nazionale nel 1993, O lo rimpiazzo come suo primo vicepresidente. Era inoltre il secondo membro più alto in grado nel comitato funebre di Kim Il-sung nel 1994, immediatamente dopo Kim Jong-il. Era inoltre l'ultimo membro superstite del presidium del Partito del Lavoro di Corea dopo il suo nuovo leader.
Era uno dei tre ufficiali di alto grado nelle Forze armate nordcoreane ad aver raggiunto il grado di maresciallo con il titolo di "Maresciallo dell'Armata del popolo coreano".
Nel gennaio 2017, è stata riportata la notizia che tre dei suoi figli, O Il-hun, O Il-jong e O Il-su erano stati "purgati" da Kim Jong-un. Ciò nonostante, non vi erano ragioni ufficiali per la loro uccisione, ma si crede che Kim Jong-un li abbia fatti uccidere per consolidare il suo potere in Corea del Nord, e vedeva costoro come una minaccia per il suo potere per via della loro relazione con O. Considerando quanto sia venerato O in Corea del Nord al punto di ricevere il titolo di "martire rivoluzionario" il fatto dei suoi figli ha scioccato gli osservatori, in quanto i parenti di ufficiali rispettati vengono di norma trattati molto bene.
O ricevette trattamenti medici in Francia.
Morì a causa di un carcinoma del polmone nel 1995, un anno dopo Kim Il-sung. Dopo la sua morte, Kim Jong-il lasciò la posizione di ministro delle forze armate popolari di fatto vacante per più di sette mesi prima di nominare un nuovo ministro, Choe Kwang.
Per il suo funerale venne allestito un comitato funebre di 240 membri. Questo comitato includeva:
1. Kim Jong-il 
 2. Kang Song-san 
 3. Ri Jong-ok 
 4. Pak Song-chol 
 5. Kim Yong-ju 
 6. Kim Yong-nam 
 7. Choe Kwang 
 8. Kye Ung-thae 
 9. Chon Pyong-ho 
 10. Han Song-yong 
 11. So Yun-sok 
 12. Kim Chol-man 
 13. Choe Tae-pok 
 14. Choe Yong-nim 
 15. Hong Song-nam 
 16. Yang Hyong-sop 
 17. Hong Sok-hyong 
 19. Yon Hyon-muk